# 印度支那派遣軍
印度支那派遣軍（いんどしなはけんぐん）は、大日本帝国陸軍の軍の一つ。

## 沿革
1940年（昭和15年）9月に臨時編成され、北部仏印進駐を担当し、南支那方面軍に編入された。1941年（昭和16年）7月に復員し、独立混成第21旅団に改編された。

## 軍概要

### 司令部構成
- 司令官
  - 西村琢磨少将：1940年9月7日 -
- 参謀長
  - 長勇大佐：1940年9月7日 -
- 高級参謀
  - 小池龍二大佐：1940年9月7日 -
- 参謀
  - 尾花義正少佐：1940年9月7日 -

### 隷下部隊
- 印度支那派遣歩兵団：桜田武少将
  - 近衛歩兵第2連隊（東京）：小薗江邦雄大佐
  - 印度支那派遣歩兵団戦車隊
  - 印度支那派遣歩兵団高射砲隊
  - 印度支那派遣歩兵団通信隊：清水武雄少佐
  - 印度支那派遣歩兵団自動車隊
  - 印度支那派遣歩兵団野戦病院：小口亘軍医少佐